# Sheffield Shield 2004/05
Der Sheffield Shield 2004/05, aus Gründen des Sponsorings auch Pura Cup 2004/2005, war die 112. Saison des nationalen First-Class-Cricket-Wettbewerbes in Australien. Gewinner war New South Wales, die somit ihren 44. Sheffield Shield gewannen.

## Format
Die Mannschaften spielten in einer Division gegen jede andere jeweils zwei Spiele. Für einen Sieg erhielt ein Team zunächst 6 Punkte, für ein Unentschieden (beide Mannschaften erzielen die gleiche Anzahl an Runs) 3 Punkte. Sollte kein Ergebnis erreicht werden und das Spiel in einem Remis enden zählen die Resultate nach dem ersten Innings. Dabei gibt es zwei Punkte für einen Sieg, und einen Punkt im Falle eines Unentschiedens und keinen im Falle einer Niederlage. Sollte das Spiel nach dem zweiten Innings verloren werden, obwohl das erste Innings gewonnen wurde gibt es zwei Punkte. Des Weiteren ist es möglich das Mannschaften Punkte abgezogen bekommen, wenn sie beispielsweise zu langsam spielen oder der Platz nicht ordnungsgemäß hergerichtet ist. Bei Punktgleichheit wird die Platzierung zuerst nach der Anzahl der Siege und anschließend nach dem Quotient der Runs die Pro Wickets benötigt werden und die man selbst pro Wicket erzielt. Am Ende der Saison spielen die beiden Gruppenersten im Finale den Gewinner des Sheffield Shields aus.

## Resultate
Tabelle
Die Tabelle der Saison nahm am Ende die nachfolgende Gestalt an.
| Teams             | Sp. | S | N | U | R | LWF | DWF | DTF | DLF | Ded | Punkte | Q     |
| ----------------- | --- | - | - | - | - | --- | --- | --- | --- | --- | ------ | ----- |
| Queensland        | 10  | 6 | 0 | 0 | 0 | 1   | 2   | 0   | 1   | 0   | 42     | 1.033 |
| New South Wales   | 10  | 6 | 2 | 0 | 0 | 0   | 2   | 0   | 0   | 0   | 40     | 1.454 |
| Western Australia | 10  | 6 | 2 | 0 | 0 | 0   | 0   | 0   | 2   | 0   | 36     | 1.177 |
| Victoria          | 10  | 4 | 6 | 0 | 0 | 0   | 0   | 0   | 0   | 0   | 24     | 0.932 |
| South Australia   | 10  | 3 | 7 | 0 | 0 | 0   | 0   | 0   | 0   | 0   | 18     | 0.807 |
| Tasmanien         | 10  | 1 | 6 | 0 | 0 | 2   | 0   | 0   | 1   | 0   | 10     | 0.762 |

### Spiele
| 15. – 18. Oktober Scorecard | Brisbane | New South Wales 203 (73.5) & 245 (88.5) | – | Queensland 209 (65.4) & 241-8 (65.2) |
|                             |          | Queensland gewinnt mit 2 Wickets        |   |                                      |

| 16. – 19. Oktober Scorecard | Adelaide | South Australia 254 (82.5) & 289-6d (102) | – | Victoria 223 (92.4) & 202 (77) |
|                             |          | South Australia gewinnt mit 118 Runs      |   |                                |

| 17. – 20. Oktober Scorecard | Perth | Tasmanien 258 (93) & 244 (90.1)         | – | Western Australia 478-9d (137.1) & 28-1 (6.4) |
|                             |       | Western Australia gewinnt mit 9 Wickets |   |                                               |

| 2. – 4. November Scorecard | Sydney | New South Wales 419 (110)                              | – | Western Australia 137 (62.3) & 148 (59.5) (f/o) |
|                            |        | New South Wales gewinnt mit einem Innings und 134 Runs |   |                                                 |

| 8. – 11. November Scorecard | Hobart | Victoria 162 (57.1) & 432-9d (120) | – | Tasmanien 101 (37.2) & 366 (118.3) |
|                             |        | Victoria gewinnt mit 127 Runs      |   |                                    |

| 9. – 12. November Scorecard | Adelaide | Queensland 279 (82.2) & 316 (82.4) | – | South Australia 150 (49) & 392 (93.1) |
|                             |          | Queensland gewinnt mit 53 Runs     |   |                                       |

| 16. – 19. November Scorecard | Hobart | Tasmanien 375 (141.2) & 280-9d (70) | – | South Australia 290 (81.2) & 170 (79.3) |
|                              |        | Tasmanien gewinnt mit 195 Runs      |   |                                         |

| 21. – 24. November Scorecard | Perth | Western Australia 512 (143.2) & 234-4d (76.2) | – | Queensland 561 (149.2) |
|                              |       | Remis                                         |   |                        |

| 23. – 25. November Scorecard | Melbourne | Victoria 235 (79.3) & 91 (36.5)                       | – | New South Wales 414 (117.4) |
|                              |           | New South Wales gewinnt mit einem Innings und 88 Runs |   |                             |

| 29. November – 2. Dezember Scorecard | Brisbane | Queensland 384 (117.4) & 87-3 (16.5) | – | Tasmanien 216 (80.5) & 253 (82.3) (f/o) |
|                                      |          | Queensland gewinnt mit 7 Wickets     |   |                                         |

| 1. – 4. Dezember Scorecard | Melbourne | Western Australia 277 (95.5) & 329-6d (93) | – | Victoria 152 (57.2) & 408 (120) |
|                            |           | Western Australia gewinnt mit 46 Runs      |   |                                 |

| 2. – 4. Dezember Scorecard | Sydney | South Australia 29 (14.4) & 268 (103)                  | – | New South Wales 430-9d (121) |
|                            |        | New South Wales gewinnt mit einem Innings und 133 Runs |   |                              |

| 16. – 19. Dezember Scorecard | Sydney | Tasmanien 276 (104) & 315 (101.4) | – | New South Wales 372 (121.1) & 100-3 (44) |
|                              |        | Remis                             |   |                                          |

| 19. – 22. Dezember Scorecard | Brisbane | Queensland 371 (93.4) & 169 (59) | – | Victoria 188 (45.2) & 508-8d (150.5) (f/o) |
|                              |          | Victoria gewinnt mit 156 Runs    |   |                                            |

| 19. – 21. Dezember Scorecard | Adelaide | Western Australia 248 (74) & 233 (56.3) | – | South Australia 131 (45.2) & 244 (86.4) |
|                              |          | Western Australia gewinnt mit 106 Runs  |   |                                         |

| 16. – 18. Januar Scorecard | Perth | Victoria 155 (53.2) & 202 (49.5)                         | – | Western Australia 464 (146) |
|                            |       | Western Australia gewinnt mit einem Innings und 107 Runs |   |                             |

| 18. – 21. Januar Scorecard | Hobart | Queensland 401 (97.4) & 271 (70.3) | – | Tasmanien 333 (104.5) & 171 (66) |
|                            |        | Queensland gewinnt mit 168 Runs    |   |                                  |

| 18. – 21. Januar Scorecard | Adelaide | New South Wales 298 (83.1) & 331-7d (95) | – | South Australia 135 (52.2) & 294 (96.4) |
|                            |          | New South Wales gewinnt mit 200 Runs     |   |                                         |

| 28. – 31. Januar Scorecard | Sydney | New South Wales 466-7d (142) & 218-6d (67.2) | – | Queensland 259 (88.4) & 170-9 (74) |
|                            |        | Remis                                        |   |                                    |

| 28. – 31. Januar Scorecard | Melbourne | South Australia 191 (86.4) & 180 (69.3)        | – | Victoria 428-9d (128) |
|                            |           | Victoria gewinnt mit einem Innings und 57 Runs |   |                       |

| 28. – 31. Januar Scorecard | Hobart | Tasmanien 500 (126.3) & 226-5d (53)     | – | Western Australia 331-9d (104.2) & 397-4 (85.3) |
|                            |        | Western Australia gewinnt mit 6 Wickets |   |                                                 |

| 24. – 26. Februar Scorecard | Brisbane | Queensland 199 (63.3) & 309 (78.5) | – | South Australia 143 (52.1) & 200 (41.3) |
|                             |          | Queensland gewinnt mit 165 Runs    |   |                                         |

| 24. – 27. Februar Scorecard | Melbourne | Victoria 477-8d (126) & 181-3d (34) | – | Tasmanien 346 (132.3) & 198 (65.5) |
|                             |           | Victoria gewinnt mit 114 Runs       |   |                                    |

| 24. – 27. Februar Scorecard | Perth | New South Wales 305 (84.3) & 409 (110.2) | – | Western Australia 607-8d (143.2) & 108-2 (28.5) |
|                             |       | Western Australia gewinnt mit 8 Wickets  |   |                                                 |

| 3. – 6. März Scorecard | Hobart | New South Wales 367-8d (107) & 292-7d (52) | – | Tasmanien 401-2d (113) & 233 (62) |
|                        |        | New South Wales gewinnt mit 25 Runs        |   |                                   |

| 3. – 6. März Scorecard | Melbourne | Queensland 416-6d (138.5) & 201-5d (45) | – | Victoria 204-4d (70) & 335 (78.5) |
|                        |           | Queensland gewinnt mit 78 Runs          |   |                                   |

| 3. – 6. März Scorecard | Perth | South Australia 457 (139.1) & 217-8d (60.2) | – | Western Australia 178 (50.5) & 454 (109) |
|                        |       | South Australia gewinnt mit 42 Runs         |   |                                          |

| 10. – 13. März Scorecard | Sydney | Victoria 169 (58.2) & 347 (103.2)     | – | New South Wales 292 (87) & 228-5 (61) |
|                          |        | New South Wales gewinnt mit 5 Wickets |   |                                       |

| 10. – 13. März Scorecard | Brisbane | Queensland 354 (99.2) & 409 (115.3) | – | Western Australia 323 (105.4) & 199-4 (48) |
|                          |          | Remis                               |   |                                            |

| 10. – 13. März Scorecard | Adelaide | Tasmanien 319 (126) & 168 (63)        | – | South Australia 471 (140.3) & 17-1 (4.4) |
|                          |          | South Australia gewinnt mit 9 Wickets |   |                                          |

### Finale
| 18. – 20. März Scorecard | Brisbane | Queensland 102 (35.2) & 268 (95)     | – | New South Wales 188 (53.2) & 183-9 (57.2) |
|                          |          | New South Wales gewinnt mit 1 Wicket |   |                                           |